# Žabovřesky (České Budějovice-i járás)
Žabovřesky település Csehországban, a České Budějovice-i járásban. Žabovřesky Záboří, Radošovice, Břehov, Čakov és Dubné településekkel határos. Lakosainak száma 439 fő (2024. január 1.).

## Népesség
A település lakosságának változását az alábbi diagram mutatja:
| Lakosok száma | 461  | 511  | 512  | 340  | 324  | 383  | 410  | 422  | 419  | 439  |
|               | 1869 | 1890 | 1921 | 1950 | 1980 | 2001 | 2017 | 2019 | 2022 | 2024 |